# Makalata rhipidura
Espèce
Synonymes
- Echimys rhipidurus Thomas, 1928

Statut de conservation UICN

 DD  : Données insuffisantes
Makalata rhipidura est une espèce de rongeurs de la famille des Echimyidae qui comprend des rats épineux. C'est un rongeur endémique du Pérou rarement observé. Nocturne et arboricole, il niche dans les arbres creux. Ce rat a été collecté dans des forêts humides, à basse altitude.
Cette espèce a été décrite pour la première fois en 1928 par le zoologiste britannique Michael Rogers Oldfield Thomas (1858-1929).
Synonyme : Echimys rhipidurus Thomas, 1928